# Toni Bentley
Toni Bentley (Perth, 1958) è una scrittrice e giornalista australiana.

## Biografia
Toni Bentley nasce a Perth nel 1958. Intraprende fin da giovanissima la carriera di ballerina fino all'ingresso nel New York City Ballet sotto la direzione di George Balanchine con il quale rimane per un decennio. All'età di 26 anni è costretta ad interrompere la carriera per una patologia all'ancae inizia a scrivere alternando articoli giornalistici per il New York Review of Books, Playboy, Rolling Stone e romanzi apprezzati da pubblico e critica. A coronamento della sua carriera le è stato conferito il Guggenheim Fellowship nel 2008.

## The Surrender
Uscito nel 2004 per l'editore Ecco/HarperCollins, è finora l'unico libro della Bentley tradotto in italiano. Per via dei temi trattati (sodomia, sottomissione femminile e sesso anale) il romanzo ha subito suscitato scalpore anticipando tematiche che saranno riprese sei anni dopo da E. L. James nella sua fortunata trilogia.

## Opere
- Winter Season, A Dancer’s Journal (1982)
- Holding On to the Air con Suzanne Farrell (1990)
- Costumes by Karinska (1995)
- Sisters of Salome (2000)
- The surrender: un memoir erotico (The Surrender, An Erotic Memoir) (2004), Roma, Fazi (Lain), 2005 - nuova edizione Roma, Fazi, 2007[6]